# Großer Scheidling
Der Große Scheidling (Volvopluteus gloiocephalus, Syn.: Volvariella gloiocephala, V. speciosa), auch Ackerscheidling oder Ansehnlicher Scheidling genannt, ist eine Pilzart aus der Familie der Dachpilzverwandten.

## Merkmale

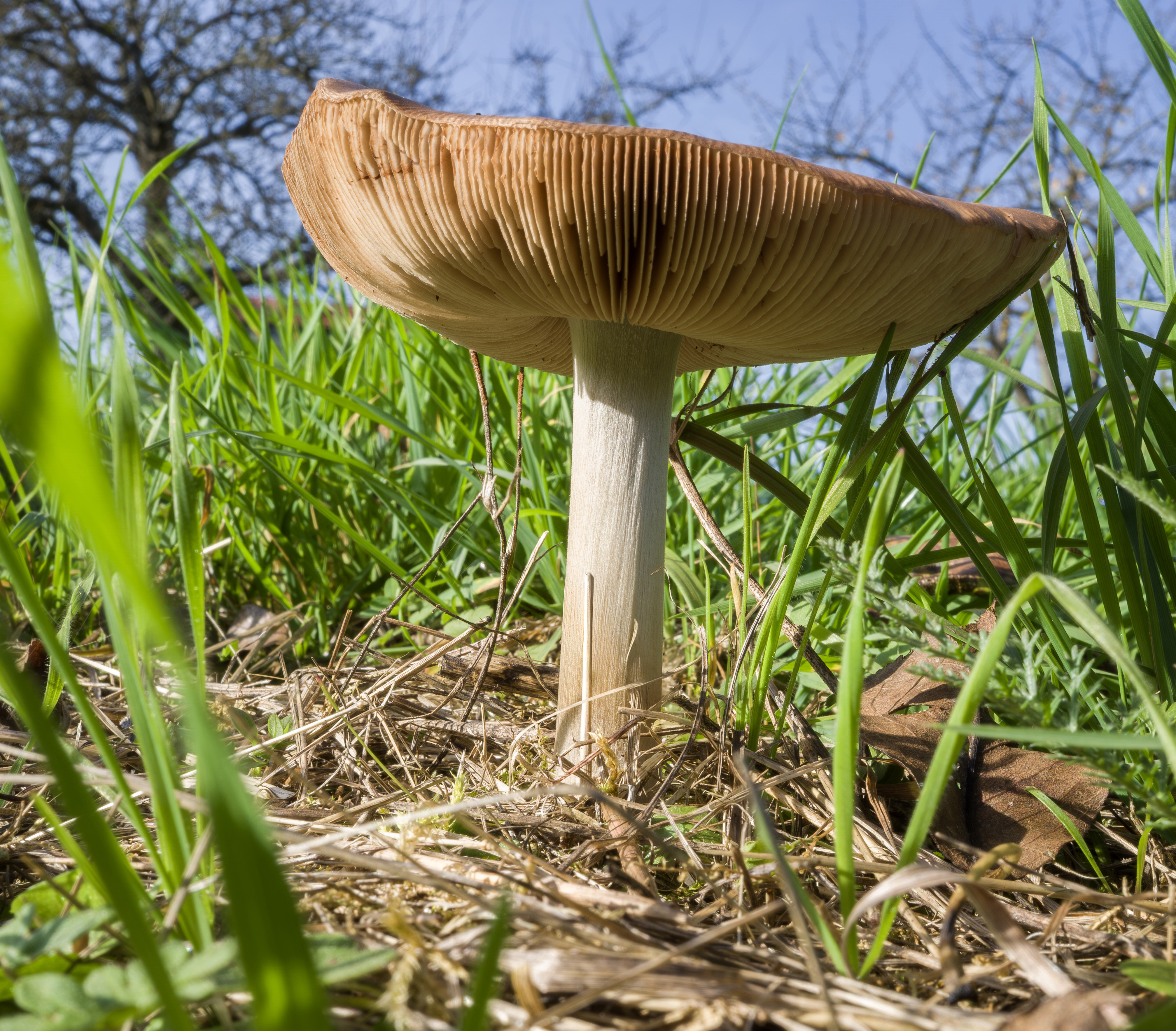
Großer Scheidling bei Zell am Ebersberg

Der Große Scheidling bildet mittelgroße, in Hut und Stiel gegliederte Fruchtkörper. Der Hut erreicht eine Breite von 50 bis 120 Millimeter. Anfangs ist er eiförmig-glockig und später ausgebreitet, oft ist er flach gebuckelt. Seine Oberfläche ist klebrig und glatt, er ist reinweiß, nur manchmal in der Mitte etwas bräunlich. Der ringlose Stiel ist weiß und zylindrisch und misst 80 bis 200 × 5 bis 20 Millimeter. An Druckstellen verfärbt er sich leicht braun oder grau. Oft ist die Basis des Stiels etwas verdickt. Die häutige Volva ist weiß, ergraut manchmal im Alter und steckt oft tief im Boden, bei jungen Pilzen hüllt sie den gesamten Fruchtkörper ein. Die Lamellen sind jung weiß und werden durch das rosa Sporenpulver bei älteren Exemplaren rosa gefärbt. Die Sporen sind breit ellipsoid und messen 11 bis 18 × 8 bis 10 Mikrometer.

## Ökologie
Der Große Scheidling ist ein saprobiontischer Bodenbewohner. Sein ursprüngliches Biotop in Mitteleuropa sind wahrscheinlich Au- und Bruchwälder, Schatthang- und stickstoffreiche Buchenwälder. Als nitrophile, ruderale Art konnte er eine Fülle anthropogen entstandener Biotope wie Kartoffel-, Rüben, Mais- und Getreideäcker, Gemüse- und Blumenfelder, Fettwiesen, Weiden, Gärten und Parkanlagen besiedeln und ist auch an Straßenrändern, Holz- und Mistlagerplätzen und ähnlichen Stellen zu finden, auch in Gewächshäusern kommt er vor. Er besiedelt verrottenden Mist, Dung, faulendes Stroh und Schilf, Rindenmulch, Sägemehl und ähnliche Substrate. Er ist etwas wärmegebunden. In Mitteleuropa erscheinen die Fruchtkörper von Ende Mai bis Anfang November.

## Verbreitung
Der Große Scheidling ist eine in den Tropen und der Holarktis verbreitete Pilzart, die in der Holarktis in den mittelmeerischen bis gemäßigten Gebieten vorkommt, er wurde in Japan, auf Hawaii, in den USA, auf den Kanaren und in Nordafrika gefunden. In Europa erstreckt sich sein Verbreitungsgebiet von Südwesteuropa bis nach Russland, im Norden kommt er in Schweden und Finnland vereinzelt bis in die boreale und subarktische Zone vor. In Deutschland ist die Art im gesamten Gebiet verbreitet, zeigt aber ein unregelmäßiges Vorkommen mit Verdichtungs- und Ausdünnungszonen.

## Bedeutung
Der Große Scheidling ist essbar.